# Liste der Naturdenkmale in Künzell
Die Liste der Naturdenkmale in Künzell nennt die im Gebiet der Gemeinde Künzell im Landkreis Fulda in Hessen gelegenen Naturdenkmale.
| Bild            | Bezeichnung                               | Ortsteil, Lage                                | Beschreibung | Art   | Nr.      |
| --------------- | ----------------------------------------- | --------------------------------------------- | ------------ | ----- | -------- |
| BW              | Haunequelle mit Baumbestand               | Dietershausen 50° 30′ 17,9″ N, 9° 49′ 18,2″ O |              |       | 6.31.600 |
| BW              | Feldahorne bei der Haunequelle            | Dietershausen 50° 30′ 20,2″ N, 9° 49′ 14,2″ O |              | Ahorn | 6.31.601 |
| BW              | 7 Eichen im Künzeller Park                | Künzell 50° 32′ 39″ N, 9° 42′ 45″ O           |              | Eiche | 6.31.602 |
| BW              | Steinbruch und Teufelsborn bei Pilgerzell | Pilgerzell 50° 30′ 36,7″ N, 9° 44′ 33,7″ O    |              |       | 6.31.603 |
| Fotos hochladen | 2 Linden am Heiligenhäuschen              | Dirlos 50° 31′ 21,7″ N, 9° 45′ 12,1″ O        |              | Linde | 6.31.604 |
| BW              | Quelle am Brüglich mit 6 Erlen            | Engelhelms 50° 31′ 0,5″ N, 9° 42′ 41,1″ O     |              |       | 6.31.605 |
| BW              | Linde an der Wiesenstraße                 | Engelhelms 50° 30′ 58,7″ N, 9° 42′ 38,1″ O    |              | Linde | 6.31.606 |

## Belege
1. ↑  
Naturdenkmalliste. (pdf; 866 kB) Anhang zu TOP II.22 der Kreistagssitzung am 07.06.2010. Naturdenkmale im Landkreis Fulda. Der Kreisausschuss Landkreis Fulda, 26. Mai 2010, abgerufen am 24. Januar 2016.